# George Monck, 1.º Duque de Albemarle
George Monck (Merton, 6 de dezembro de 1608 — Londres, 3 de janeiro de 1670) foi um soldado inglês, político e uma figura fundamental na Restauração Inglesa, de Charles II.

## Vida
Nascido em Merton no dia 6 de Dezembro de 1608, George Monck foi um soldado inglês que serviu ao exército de Oliver Cromwell na Escócia e mais tarde veio a ser peça fundamental na restauração inglesa.
Segundo filho do Sir Thomas Monck, George Monck começou sua carreira militar aos 16 anos de idade se juntando na expedição do exército inglês em Cadiz no ano de 1625, no mesmo ano ele foi compelido para evitar julgamentos a participar do Cerco de La Rochelle após esfaquear o sub-xerife de Devon, que tinha prendido seu pai por excesso de dividendos, então logo, para pagar essas dividas ele participou dos ataques ingleses de 1627 e 1628.
Ele foi voluntário no exército do Príncipe de Orange contra a Espanha na guerra dos 30 anos, foram 9 anos de serviço. Ao retornar de seu serviço ele tenta uma vaga no exército do Rei Charles na guerra de Bishop.
Na rebelião irlandesa em 1641. Monck serviu como coronel no exército do lorde de Leicester. Charles dá o comando do exército irlandês que apoia a causa do rei na guerra civil inglesa. Em Janeiro de 1644 Monck foi capturado na batalha de  Nantwich. Onde passou dois anos de sua vida, tempo este que utilizou para escrever o livro “Observations on Military and Political Affairs”.
Após ser liberto. Monck ganhou o comando no parlamento de armas e foi mandado até a Irlanda onde falhou em silenciar uma revolta. Em 1651 participou na conquista da Escócia por Cromwell, comandando o Regimento de Infantaria de Monck, formada no dia 23 de Agosto de 1650. O regimento não era visto com bons olhos por conta do seu passado realista, mas por fim recuperou a confiança após se ter destacado na batalha de Dunbar em 3 de Setembro de 1650.
Monck ganhou o comando do Exército do Parlamento na Escócia com o intuito de efetuar a conquista completa do país enquanto ao mesmo tempo Cromwell perseguia Charles II em território inglês. Em seguida conseguiu invadir a cidade de Dundee no dia 1 de Setembro de 1652 saqueando a cidade, matando 2 000 pessoas de uma população de 12 000 e destruindo 60 embarcações, fazendo a cidade de exemplo para seus inimigos depois de sua vitória no cerco de 10 dias do Castelo de Istirling. Em maio do mesmo ano Monck consegue acabar com as ultimas resistências que defendiam a coroa na batalha do Castelo de Dunnotar.
Com a morte de Oliver Cromwell em 1658, Monck oferece seu exército de 5 000 homens da companhia terrestre e mais 2 000 homens da cavalaria parar servir ao Rei Charles II através de conversas intermediadas por William Bruce. Monck nunca tinha propriamente abandonado seu ideais realistas, e no dia 1 de Janeiro de 1660 o General Monck inicia sua marcha para o sul, chegando em Londres no dia 2 de Fevereiro de 1660. Onde toma controle de Londres e recomenda ao Parlamento que chamem Charles para assumir a coroa.
Charles II é grato por seus serviços e o recompensa com uma pensão de 7 000 Libras por ano e terras da província de Carolina, Monk faleceu em 3 de Janeiro de 1670 e está enterrado na Abadia de Westminster.

## Ligações Externas
- undiscoveredscotland.co.uk (em inglês)
- britannica.com/biography (em inglês)
- historylearningsite.co.uk (em inglês)
- biography.yourdictionary.com (em inglês)